# Ciclo económico de Kaldor
Nicolás Kaldor considera al igual que Michal Kalecki y a diferencia de John Hicks y otros, el efecto de la acumulación de capital sobre la inversión y establece que un aumento de beneficios produce un aumento de la inversión. El beneficio es, en el modelo descrito en The Model of Trade Cycle, una función lineal de la renta. La inversión bruta es baja, según Kaldor, por tipos de interés altos y el capital existente puede incentivar o desincentivar futuras inversiones. Un aumento del stock de capital disminuye el número de oportunidades y la eficiencia marginal del capital, definida como el rendimiento de la última unidad de capital empleada. El nivel de renta determina un nivel de ahorro y una menor producción va acompañada de un menor volumen de ahorro. Si el crecimiento es rápido, el volumen de beneficios crecerá rápidamente y aumentará la propensión a ahorrar. Un aumento de la renta produce un efecto positivo sobre la inversión mayor que el mismo crecimiento sobre el ahorro. La reformulación de la teoría de Kaldor es obra del economista japonés T.Yasui publicada en 1952.

## Axiomas básicos
Kaldor establece las siguientes fórmulas relacionadas con el mercado de bienes y servicios del ciclo mercantil
| {\displaystyle \ I=I(Y,K)} |
| {\displaystyle \ S=S(Y,K)} |
| {\displaystyle \ {\frac {dI}{dY}}>0;{\frac {dI}{dK}}<0;{\frac {dS}{dY}}>0;{\frac {dS}{dK}}>0;{\frac {dI}{dY}}>{\frac {dS}{dY}}} |

K es el stock de capital

I es la inversión bruta

Y es la renta o producto total

S es el volumen de ahorro

Las desigualdades tienen el siguiente significado:

1.Si el producto o renta aumenta, también lo hace la inversión.

2.Si hay más acumulación de capital, la inversión disminuye.

3.Si crece el producto, crece el volumen de ahorro.

4.A mayor acumulación de capital, más ahorro.

5.La inversión aumenta más que el ahorro cuando aumenta la renta.

## Desfase entre ahorro e inversión
Kaldor mide el desfase entre ahorro e inversión "ex-post" en términos de crecimiento "ex-ante".
| {\displaystyle \ b{\frac {dY}{dt}}=I(Y,K)-S(Y,K)} |

El capital aumentará si la inversión bruta I "ex-post" es superior a la inversión de reposición R. El equilibrio a largo plazo se producirá en el siguiente caso
| {\displaystyle \ R(K,Y)=I(Y,K)=S(Y,K)} |

Define matemáticamente la función de inversión, ahorro y reposición de capital de la siguiente manera
| {\displaystyle \ I(Y,K)=f(Y)-mK} |
| {\displaystyle \ S(Y,K)=g(Y)+nK} |
| {\displaystyle \ \ R=hY-mK}      |

Kaldor obtiene la siguiente expresión
| {\displaystyle \ b{\frac {dY}{dt}}=f(Y)-g(Y)-(n+m)K} |

y llega a los resultados siguientes después de realizar una ecuación diferencial no lineal.
| {\displaystyle \ by''+({\frac {dg}{dy}}-{\frac {df}{dy}})y'-(n+m){\frac {dK}{dt}}=0} |

## Resultados
Para Kaldor, la inversión es no lineal y el capital tiene efectos neutralizadores sobre la inversión. Es un modelo que no depende del factor crecimiento. El ciclo mercantil varía de amplitud y de duración. Si el desfase entre ahorro e inversión se hace mayor, el período del ciclo, es decir su duración se hace también mayor. Si la acumulación de capital es suficientemente grande para influir a la baja en la inversión, la amplitud o nivel de máximo crecimiento disminuye. Las decisiones de ahorro influyen en las decisiones de inversión. Existe un nivel mínimo de estabilidad.

## Críticas
La acumulación de capital como freno a la inversión no corresponde a hechos observados en economías capitalistas,  empresas privadas o multinacionales pero sí es un axioma acertado en economías socialistas o empresas públicas.